# Uvarus texanus
Uvarus texanus är en skalbaggsart som först beskrevs av Sharp 1882.  Uvarus texanus ingår i släktet Uvarus och familjen dykare. Inga underarter finns listade i Catalogue of Life.